# Йожеф Чухаї
Йожеф Чухаї (угор. Csuhay József, нар. 12 липня 1957, Егер) — угорський футболіст, що грав на позиції захисника.
Виступав, зокрема, за клуби «Гонвед» та «Відеотон», а також національну збірну Угорщини.

## Клубна кар'єра
У дорослому футболі дебютував 1979 року виступами за команду клубу «Бем Йожеф», в якій провів один рік. 
Протягом 1980 року захищав кольори команди клубу «Егрі».
Своєю грою за останню команду привернув увагу представників тренерського штабу клубу «Відеотон», до складу якого приєднався 1980 року. Відіграв за клуб з Секешфегервара наступні шість сезонів своєї ігрової кар'єри. Більшість часу, проведеного у складі «Відеотона», був основним гравцем захисту команди.
Завершив професійну ігрову кар'єру у клубі «Гонвед», за команду якого виступав протягом 1986—1990 років.

## Виступи за збірну
У 1983 році дебютував в офіційних матчах у складі національної збірної Угорщини. Протягом кар'єри у національній команді, яка тривала 6 років, провів у формі головної команди країни лише 11 матчів.
У складі збірної був учасником чемпіонату світу 1982 року в Іспанії, чемпіонату світу 1986 року у Мексиці.